# Flirt or Heroine
Flirt or Heroine è un cortometraggio muto del 1912 diretto da Van Dyke Brooke. Il regista appare tra gli interpreti del film; nel cast, compaiono anche Florence Turner, Maurice Costello, Julia Swayne Gordon e Robert Gaillord.

## Produzione
Il film fu prodotto dalla Vitagraph Company of America.

## Distribuzione
Distribuito dalla General Film Company, il film - un cortometraggio in una bobina - uscì nelle sale cinematografiche statunitensi il 27 agosto 1912.